# Tegenaria angustipalpis
Tegenaria angustipalpis là một loài nhện trong họ Agelenidae.
Loài này thuộc chi Tegenaria. Tegenaria angustipalpis được Gershom Levy miêu tả năm 1996.